# Christophe Casa
Pour les articles homonymes, voir Casa.
Christophe Casa, né le 30 mai 1957 à Nice, est un ancien joueur de tennis professionnel français.

## Carrière
Il s'est principalement illustré en junior, remportant en 1973 l'Orange Bowl, catégorie moins de 16 ans, en battant en finale l'italien Gianni Ocleppo puis le tournoi de Roland-Garros en 1974. En 1976, il est finaliste des Championnats d'Europe par équipes (Coupe Galéa) avec Christophe Roger-Vasselin, Yannick Noah et Dominique Bedel.
Il a connu sa meilleure saison en 1980 puisqu'il y a remporté ses seuls tournois Challenger à Royan (contre Dominique Bedel, 6-7, 6-4, 6-1, 6-0) et au Touquet la semaine suivante (contre Jérôme Vanier, 6-4, 5-7, 6-4, 4-6, 6-2). Il a également disputé une quinzaine de tournois ATP, échouant dans le meilleur des cas au second tour. Son meilleur résultat dans un tournoi ATP est un quart de finale à Nice, réalisé en 1977 et 1983 (avec une victoire sur Jimmy Arias, 17e). En double, il est demi-finaliste à Bogota en 1980.

## Parcours dans les tournois duGrand Chelem

### En simple
| Année | Open d'Australie | Open d'Australie  | Internationaux de France | Internationaux de France | Wimbledon | Wimbledon | US Open | US Open |
| ----- | ---------------- | ----------------- | ------------------------ | ------------------------ | --------- | --------- | ------- | ------- |
| 1977  | 1er tour (1/32)  | B. Phillips-Moore | 2e tour (1/32)           | E. Deblicker             | —         | —         | —       | —       |
| 1980  | —                | —                 | 2e tour (1/32)           | V. Winitsky              | —         | —         | —       | —       |
| 1981  | —                | —                 | 1er tour (1/64)          | G. Urpí                  | —         | —         | —       | —       |

N.B. : à droite du résultat se trouve le nom de l'ultime adversaire.

### En double
| Année | Open d'Australie | Open d'Australie | Internationaux de France | Internationaux de France | Wimbledon | Wimbledon | US Open | US Open |
| ----- | ---------------- | ---------------- | ------------------------ | ------------------------ | --------- | --------- | ------- | ------- |
| 1977  | —                | —                | 2e tour (1/16) J. Thamin | C. Dowdeswell C. Kachel  | —         | —         | —       | —       |

N.B. : le nom du ou de la partenaire se trouve sous le résultat ; le nom des ultimes adversaires se trouve à droite.